# Das deutsche Schulportal
Das deutsche Schulportal (Eigenschreibweise: Das Deutsche Schulportal) ist eine seit 2018 bestehende deutsche Onlineplattform für Lehrkräfte und Schulleitungen. Es ist nach eigener Angabe „die größte deutschsprachige Onlineplattform zu den Themen Schulentwicklung und Unterrichtsentwicklung“.
Das Deutsche Schulportal ist eine Initiative der Robert Bosch Stiftung in Kooperation mit der ZEIT Verlagsgruppe. Die Online-Plattform will einen Raum für Austausch und das Lernen der Schulen voneinander bieten. Grundlage sind die Praxiskonzepte von Schulen, die mit dem Deutschen Schulpreis ausgezeichnet wurden.